# Cingula trifasciata
Cingula trifasciata is een slakkensoort uit de familie van de Rissoidae. De wetenschappelijke naam van de soort is voor het eerst geldig gepubliceerd in 1800 door J. Adams.